# 滄州市
滄州市（そうしゅう-し）は、中華人民共和国河北省に位置する地級市。

## 地理
北は保定市、廊坊市、天津市、東は渤海湾、南は山東省、西は衡水市に接する。市域内の献県では、西から流れる滏陽河（ふようが）と、西南の山西省方面から流れる滹沱河（こだか）が合流して子牙河となっており、天津市へ流れて海河に合流している。

## 歴史
滄州の市名は渤海湾に臨むことに由来する。古代は幽州及び兗州、西周では青州、春秋戦国時代には燕・斉・晋・趙に属した。
秦朝が成立し郡県制が施行されると滄州は鉅鹿郡及び済北郡に属した。漢代には冀州及び幽州、南北朝時代には北魏により瀛州及び冀州の管轄とされた。517年（熙平2年）、北魏は滄州を設置、浮陽・楽陵・安徳の3郡を管轄した。隋朝が成立すると607年（大業3年）に州制が廃止され、滄州は渤海郡とされている。
唐朝が成立すると627年（貞観元年）には河北道の管轄区域とされ、その後宋朝では河北東路河間府、元朝は河間路、明清朝には直隷省河間府（一部は天津府）の管轄とされた。
中華民国が成立すると道制が施行され、滄州は渤海道及び津海道の管轄とされたが、1928年（民国17年）に道制が廃止され河北省直轄とされている。日中戦争期間中は中国共産党により晋察冀辺区冀中、津南行署及び山東渤海区行署の管轄とされている。
1947年（民国26年）に県級市の滄市が成立したが、1949年（民国38年）8月1日に共産党が河北地区の実効支配権を確立、河北省人民政府が設置されると滄市は廃止となり滄県滄鎮に降格、同時に滄県専区が新設され下部に11県を管轄した。1958年6月に天津市が河北省に移管されると滄県専区は天津専区に統合されている。同年9月に滄県滄鎮を県級市の滄州市として分割されたが、12月には廃止となり滄県に編入されている。1959年、天津専区が天津市に統合、1961年6月1日には滄州専区が設置され、併せて県級市の滄州市も再設置されている。1967年12月に滄州専区は滄州地区と改称している。1983年12月、滄州市が河北省直轄市に昇格、1993年7月に滄州地区及び滄州市が統合され現在の滄州市が成立し現在に至る。

## 行政区画

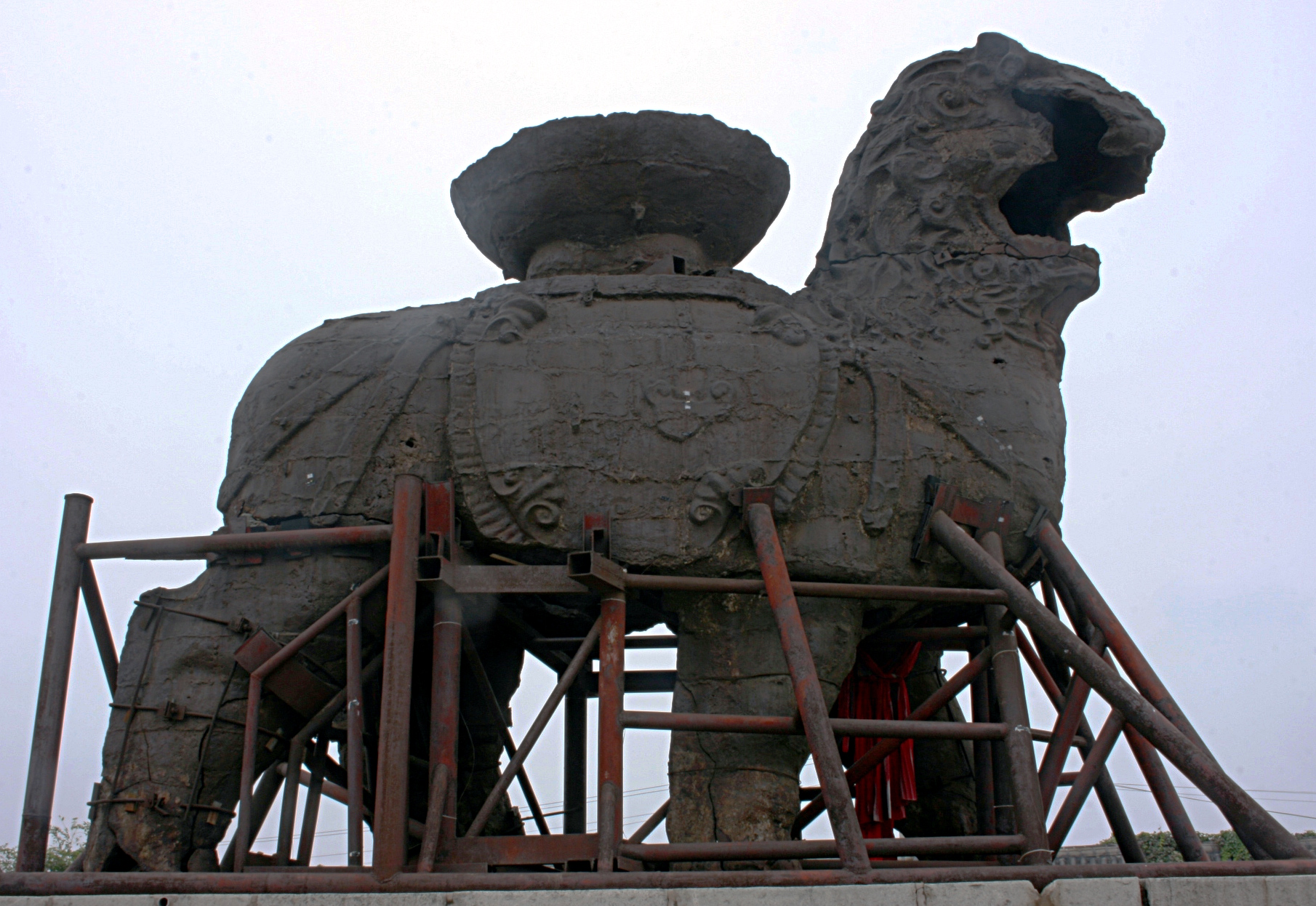
滄州の鉄獅子 - 953年に建造された。河北省4つの宝の1つとされる滄州市の名所。

2市轄区・4県級市・9県・1自治県を管轄する。
- 市轄区：
  - 運河区・新華区
- 県級市：
  - 泊頭市・任丘市・黄驊市・河間市
- 県：
  - 滄県・青県・献県・東光県・南皮県・塩山県・海興県・粛寧県・呉橋県
- 自治県：
  - 孟村回族自治県

| 滄州市の地図 |
| --- |
| 1 2 滄県 青県 東光県 海興県 塩山県 粛寧県 南皮県 呉橋県 献県 孟村回族 · 自治県 泊頭市 任丘市 黄驊市 河間市 1. 新華区 2. 運河区 |

### 年表
この節の出典

#### 滄県専区
- 1949年10月1日 - 中華人民共和国河北省滄県専区が成立。泊頭市・滄県・河間県・粛寧県・献県・交河県・黄驊県・青県・任丘県・建国県・滄鎮が発足。(1市9県1鎮)
- 1949年11月 - 天津専区静海県の一部が青県に編入。(1市9県1鎮)
- 1949年12月 - 泊頭市が鎮制施行し、泊鎮となる。(9県2鎮)
- 1951年12月28日 - 天津専区大城県の一部が青県に編入。(9県2鎮)
- 1952年10月16日 - 衡水専区阜城県・景県・故城県を編入。(12県2鎮)
- 1952年10月16日 - 山東省徳州専区東光県・呉橋県・寧津県・慶雲県・塩山県・南皮県を編入。(18県2鎮)
- 1952年11月7日 (15県2鎮)
  - 青県・任丘県が天津専区に編入。
  - 粛寧県が定県専区に編入。
- 1952年12月12日 - 交河県の一部が阜城県に編入。(15県2鎮)
- 1953年5月26日 - 滄県の一部が塩山県、天津専区青県に分割編入。(15県2鎮)
- 1953年7月4日 (15県2鎮)
  - 阜城県の一部が故城県に編入。
  - 交河県の一部が阜城県に編入。
- 1953年8月 - 景県の一部が東光県に編入。(15県2鎮)
- 1953年9月 - 山東省徳州専区徳県の一部が景県に編入。(15県2鎮)
- 1953年11月6日 (1市15県)
  - 泊鎮が市制施行し、泊頭市となる。
  - 滄鎮が滄県に編入。
- 1953年11月12日 - 山東省徳州専区徳州市・徳県の各一部が呉橋県に編入。(1市15県)
- 1954年4月24日 (1市16県)
  - 定県専区粛寧県、石家荘専区武強県を編入。
  - 建国県が河間県・滄県・献県に分割編入。
- 1954年6月25日 - 交河県・南皮県の各一部が泊頭市に編入。(1市16県)
- 1954年10月 - 献県の一部が武強県に編入。(1市16県)
- 1955年3月3日 - 塩山県・滄県の各一部が合併し、孟村回族自治県が発足。(1市16県1自治県)
- 1955年3月 - 塩山県の一部が南皮県に編入。(1市16県1自治県)
- 1955年5月14日 - 東光県の一部が景県に編入。(1市16県1自治県)
- 1955年8月25日 - 故城県の一部が石家荘専区棗強県に編入。(1市16県1自治県)
- 1955年11月 - 黄驊県の一部が孟村回族自治県に編入。(1市16県1自治県)
- 1956年5月15日 (1市16県1自治県)
  - 献県の一部が武強県・粛寧県に分割編入。
  - 景県の一部(枇杷荘村・焦荘村・里老村・西小屯村・劉荘村・梁荘村・前趙魯村・後趙魯村・趙魯屯村・張荘村)が故城県に編入。
  - 故城県の一部(賈荘村・北万荘村)が景県に編入。
  - 呉橋県の一部が寧津県に編入。
  - 南皮県の一部が孟村回族自治県に編入。
- 1956年6月13日 (1市16県1自治県)
  - 献県の一部が粛寧県に編入。
  - 故城県の一部が景県に編入。
  - 南皮県の一部が孟村回族自治県に編入。
- 1956年11月 - 献県の一部が武強県に編入。(1市16県1自治県)
- 1957年12月9日 - 石家荘専区衡水県の一部が武強県に編入。(1市16県1自治県)
- 1958年1月29日 - 献県の一部が武強県に編入。(1市16県1自治県)
- 1958年3月25日 - 石家荘専区深県の一部が武強県に編入。(1市16県1自治県)
- 1958年3月 - 石家荘専区饒陽県を編入。(1市17県1自治県)
- 1958年4月28日 - 泊頭市・滄県・黄驊県・塩山県・慶雲県・寧津県・南皮県・東光県・呉橋県・景県・故城県・阜城県・交河県・武強県・献県・河間県・粛寧県・饒陽県・孟村回族自治県が天津専区に編入。

#### 渤海行政区滄南専区
- 1949年10月1日 - 中華人民共和国山東省渤海行政区滄南専区が成立。南皮県・東光県・楽陵県・慶雲県・塩山県・呉橋県・寧津県が発足。(7県)
- 1950年5月9日 - 南皮県・東光県・楽陵県・慶雲県・塩山県・呉橋県・寧津県が徳州専区に編入。

#### 滄州地区
- 1961年5月23日 - 天津市滄県・河間県・献県・交河県・呉橋県・寧津県・塩山県・黄驊県・任丘県を編入。滄州専区が成立。(9県)
- 1961年6月7日 - 献県の一部が石家荘専区深県に編入。(9県)
- 1961年7月9日 (1市15県)
  - 任丘県の一部が分立し、天津専区文安県となる。
  - 塩山県の一部が分立し、慶雲県が発足。
  - 交河県の一部が分立し、南皮県・東光県が発足。
  - 呉橋県の一部が分立し、景県・故城県が発足。
  - 天津専区静海県の一部が分立し、青県が発足。
  - 滄県の一部が分立し、滄州市が発足。
  - 寧津県の一部が南皮県・東光県に分割編入。
  - 滄県の一部が青県に編入。
- 1962年1月1日 - 青県の一部が滄県に編入。(1市15県)
- 1962年1月19日 - 天津専区静海県の一部が青県に編入。(1市15県)
- 1962年3月27日 (1市16県)
  - 河間県の一部が分立し、粛寧県が発足。
  - 青県の一部が天津専区文安県の一部と合併し、天津専区大城県となる。
- 1962年4月5日 - 青県の一部が天津専区大城県に編入。(1市16県)
- 1962年5月15日 - 南皮県の一部が交河県に編入。(1市16県)
- 1962年6月1日 (1市17県1自治県)
  - 交河県・東光県の各一部が合併し、阜城県が発足。
  - 塩山県の一部が分立し、孟村回族自治県が発足。
- 1962年6月27日 - 景県・故城県・阜城県が衡水専区に編入。(1市14県1自治県)
- 1962年7月5日 - 青県の一部が天津専区大城県に編入。(1市14県1自治県)
- 1962年12月1日 - 黄驊県の一部が天津専区静海県の一部と合併し、天津市北大港区となる。(1市14県1自治県)
- 1964年12月21日 - 滄州市の一部が滄県に編入。(1市14県1自治県)
- 1965年3月12日 (1市13県1自治県)
  - 寧津県の一部が呉橋県・東光県に分割編入。
  - 慶雲県の一部が塩山県に編入。
  - 寧津県・慶雲県が山東省徳州専区に編入。
  - 呉橋県の一部が山東省徳州専区寧津県・陵県に分割編入。
  - 東光県の一部が山東省徳州専区寧津県に編入。
  - 塩山県の一部が山東省徳州専区慶雲県に編入。
  - 塩山県・黄驊県の各一部が山東省恵民専区無棣県の一部と合併し、海興県が発足。
- 1967年11月 - 滄州専区が滄州地区に改称。(1市13県1自治県)
- 1979年11月16日 - 滄県の一部が滄州市に編入。(1市13県1自治県)
- 1982年12月13日 - 交河県・南皮県の各一部が合併し、泊頭市が発足。(2市13県1自治県)
- 1983年5月5日 - 交河県が泊頭市に編入。(2市12県1自治県)
- 1983年11月15日 (1市11県1自治県)
  - 滄州市が地級市の滄州市に昇格。
  - 滄県が滄州市に編入。
- 1986年3月5日 - 任丘県が市制施行し、任丘市となる。(2市10県1自治県)
- 1986年4月5日 - 青県が滄州市に編入。(2市9県1自治県)
- 1989年7月27日 - 黄驊県が市制施行し、黄驊市となる。(3市8県1自治県)
- 1990年10月18日 - 河間県が市制施行し、河間市となる。(4市7県1自治県)
- 1993年6月19日 - 泊頭市・任丘市・黄驊市・河間市・東光県・海興県・塩山県・粛寧県・南皮県・呉橋県・献県・孟村回族自治県が滄州市に編入。

#### 滄州市
- 1983年11月15日 - 滄州地区滄州市が地級市の滄州市に昇格。運河区・新華区・郊区が成立。(3区1県)
  - 滄州地区滄県を編入。
- 1986年4月5日 - 滄州専区青県を編入。(3区2県)
- 1993年6月19日 - 滄州地区泊頭市・任丘市・黄驊市・河間市・東光県・海興県・塩山県・粛寧県・南皮県・呉橋県・献県・孟村回族自治県を編入。(3区4市9県1自治県)
- 1993年10月20日 - 滄県の一部が青県に編入。(3区4市9県1自治県)
- 1997年10月21日 - 郊区が運河区・新華区に分割編入。(2区4市9県1自治県)

## 交通
鉄道
- 滄州西駅（京滬高速鉄道）
- 滄州駅（中国語版）（京滬線）
- 京九線